# Tina Connolly
Tina Connolly ist eine amerikanische Fantasy- und Science-Fiction-Autorin und -Podcasterin.

## Leben
Connolly wuchs in Lawrence, Kansas auf. 2004 veröffentlichte sie eine erste Erzählung in dem Fantasy-Magazin Aoife’s Kiss. Seither hat sie über 50 Erzählungen geschrieben, die in Women Destroy SF, Lightspeed, Tor.com, Strange Horizons, Beneath Ceaseless Skies und anderen Publikationen erschienen sind. Die Sammlung On the Eyeball Floor and Other Stories war 2017 für den World Fantasy Award nominiert. Ihr erster Roman Ironskin wurde 2013 für den Hugo Award nominiert. Zwei weitere Bände der Trilogie sind Copperhead (2013) und Silverblind (2014). 2015 erschien Seriously Wicked, erster Band der gleichnamigen Young Adult-Fantasy-Trilogie, der für den Andrew Norton Award nominiert wurde.
2006 war Connolly Teilnehmerin des Clarion West Writers’ Workshop und nahm an einem Workshop des Center for the Study of Science Fiction (CSSF) mit Kij Johnson teil. Sie war Dozentin bei einem eintägigen Workshop von Clarion West und bei einem Workshop für Jugendromanautoren der CSSF.
Connolly ist Moderatorin des Podcasts Escape Pod und betreibt den Flash-Fiction-Podcast Toasted Cake, der 2012 mit dem Parsec Award ausgezeichnet wurde.
Sie lebt mit ihrer Familie in Portland, Oregon.

## Bibliografie
Ironskin (Romantrilogie)
- 1 Ironskin (2012)
- 2 Copperhead (2013)
- 3 Silverblind (2014)

Seriously Wicked (Romantrilogie)
- 1 Seriously Wicked (2015)
- 2 Seriously Shifted (2016)
- 3 Seriously Hexed (2017)
- That Seriously Obnoxious Time I Was Stuck at Witch Rimelda’s One Hundredth Birthday Party (Kurzroman in: Tor.com, August 26, 2015)

Sammlungen
- On the Eyeball Floor and Other Stories (2016)

Kurzgeschichten
2004:
- In the Constant Image (in: Aoife’s Kiss, #10, September 2004)

2005:
- Love at Second Sight (in: Andromeda Spaceways Inflight Magazine, Issue #18, April/May 2005)

2006:
- A Buildup of Days (2006, in: Son and Foe, #1)
- It Could Happen (in: The Town Drunk, September 21, 2006)

2007:
- A Memory of Seafood (in: Yog’s Notebook, Spring 2007)
- Sufficient Cause (in: The Town Drunk, May 2007)
- Moon at the Starry Diner (in: Heliotrope, Fall 2007)
- The Goats Are Going Places (2007, in: Shiny, #2)

2008:
- The Salivary Reflex (in: GUD Issue 2 – Spring 2008)
- On the Eyeball Floor (in: Strange Horizons, 2 June 2008)
- The Bitrunners (in: Helix, Summer 2008)
- Facts of Bone (in: GUD Issue 3 – Autumn 2008)
- The God-Death of Halla (2008, in: Beneath Ceaseless Skies, #5)

2009:
- Turning the Apples (in: Strange Horizons, 30 March 2009)
- On Glicker Street: A Seasonal Quartet (2009, in: Clélie Rich (Hrsg.): Escape Clause)
- Child of Sunlight, Woman of Blood (2009, in: Beneath Ceaseless Skies, #31)

2010:
- Zebedee the Giant Man (in: On Spec, Spring 2010)

2011:
- As We Report to Gabriel (in: Fantasy Magazine, January 2011)
- Hard Choices (2011, in: The Drabblecast, #204)
- Silverfin Harbour (2011, in: Marti McKenna und Bridget McKenna (Hrsg.): End of an Aeon;)
- Selling Home (in: Bull Spec, Autumn 2011)
- Inflection (in: Daily Science Fiction, December 2011)

2012:
- One Ear Back (2012, in: Beneath Ceaseless Skies, #97)
- Angel Plantation (in: Daily Science Fiction, June 2012)
- Flash Bang Remember (in: Lightspeed, August 2012; mit Caroline M. Yoachim)
- Ten (2012, in: Toasted Cake, #40)

2013:
- Paperheart (2013, in: Don Pizarro (Hrsg.): Bibliotheca Fantastica)
- Old Dead Futures (in: Tor.com, July 17, 2013)
- The Programmer and the Social Worker, or, A Love Story about Feature Creep (in: Daily Science Fiction, July 2013)
- Recalculating (in: Pseudopod, EA Metacast, October 2013)
- Copperhead (in: Lightspeed, October 2013)

2014:
- Miss Violet May from the Twelve Thousand Lakes (in: Daily Science Fiction, February 2014)
- See DANGEROUS EARTH-POSSIBLES! (in: Lightspeed, June 2014)
- Super-Baby-Moms Group Saves the Day! (2014, in: Alex Shvartsman (Hrsg.): Unidentified Funny Objects 3)
- Silverblind (in: Fantasy Magazine, October 2014)

2015:
- Coin Flips (in: Daily Science Fiction, February 2015; mit Caroline M. Yoachim)
- Left Hand (2015, in: Lincoln Michel und Nadxieli Nieto (Hrsg.): Gigantic Worlds)
- Texts from My Mother About the Alien Invasion (2015, in: Alex Shvartsman (Hrsg.): Unidentified Funny Objects 4)

2016:
- We Will Wake Among the Gods, Among the Stars (in: Analog Science Fiction and Fact, January-February 2016; mit Caroline M. Yoachim)
- How Frederika Cassowary-Jones Joined the Ladies’ Society of Benevolent Goings-On (2016, in: Irene Radford (Hrsg.): Gears and Levers 2)
- Golden Apples (2016, in: Tina Connolly: On the Eyeball Floor and Other Stories)
- A Million Little Paper Airplane Stories (2016, in: Tina Connolly: On the Eyeball Floor and Other Stories)
- Standard Comfort Measures in Earthling Pregnancies (2016, in: Tina Connolly: On the Eyeball Floor and Other Stories)
- Wendy with a Comet in the Tail of the Y (2016, in: Tina Connolly: On the Eyeball Floor and Other Stories)

2017:
- Queen Aster, Who Dances (in: Fireside Magazine, July 2017)
- Hearts, Sticky with Mulch and Jam (in: Daily Science Fiction, August 2017)
- The Two-Choice Foxtrot of Chapham County (in: The Magazine of Fantasy & Science Fiction, September-October 2017)
- Silence (2017, in: Matt Haynes (Hrsg.): Science Fiction Storytelling Karaoke: Tales for Gatherings)
- Twenty-Nine Responses to Inquiries About My Craigslist Post: Alien Spaceship for Sale $200, You Haul (2017, in: Alex Shvartsman (Hrsg.): Unidentified Funny Objects 6)
- Pipecleaner Sculptures and Other Necessary Work (in: Uncanny Magazine, November-December 2017)

2018:
- Rejuve (in: Daily Science Fiction, June 2018)
- The Last Banquet of Temporal Confections (in: Tor.com, July 11, 2018)

2019:
- Miscellaneous Notes from the Time an Alien Came to Band Camp Disguised as My Alto Sax (in: The Magazine of Fantasy & Science Fiction, March/April 2019)
- A Sharp Breath of Birds (in: Uncanny Magazine, March-April 2019)
- Dial M for Martians (in: Daily Science Fiction, April 2019)